# Takeshi Oki
Takeshi Oki (大木 武 Oki Takeshi?), född 16 juli 1961 i Shizuoka prefektur, är en japansk före detta fotbollsspelare och tränare.
Oki började sin karriär 1984 i Fujitsu. Han avslutade karriären 1991.
Oki har efter den aktiva karriären verkat som tränare och har tränat Ventforet Kofu, Shimizu S-Pulse, Kyoto Sanga FC och FC Gifu.